# TV 아사히
주식회사 텔레비전 아사히(일본어: 株式会社テレビ朝日, 영어: TV Asahi Corporation)는 1957년에 설립된 간토 광역권을 대상으로 방송하는 일본의 민영방송사이다. 대한민국의 인터넷 다음에서는 아사히TV라 한다.
약칭은 EX, 콜사인은 JOEX-DTV이다. 마스코트는 고엑스판다(고짱, ゴーちゃん).

## 개요

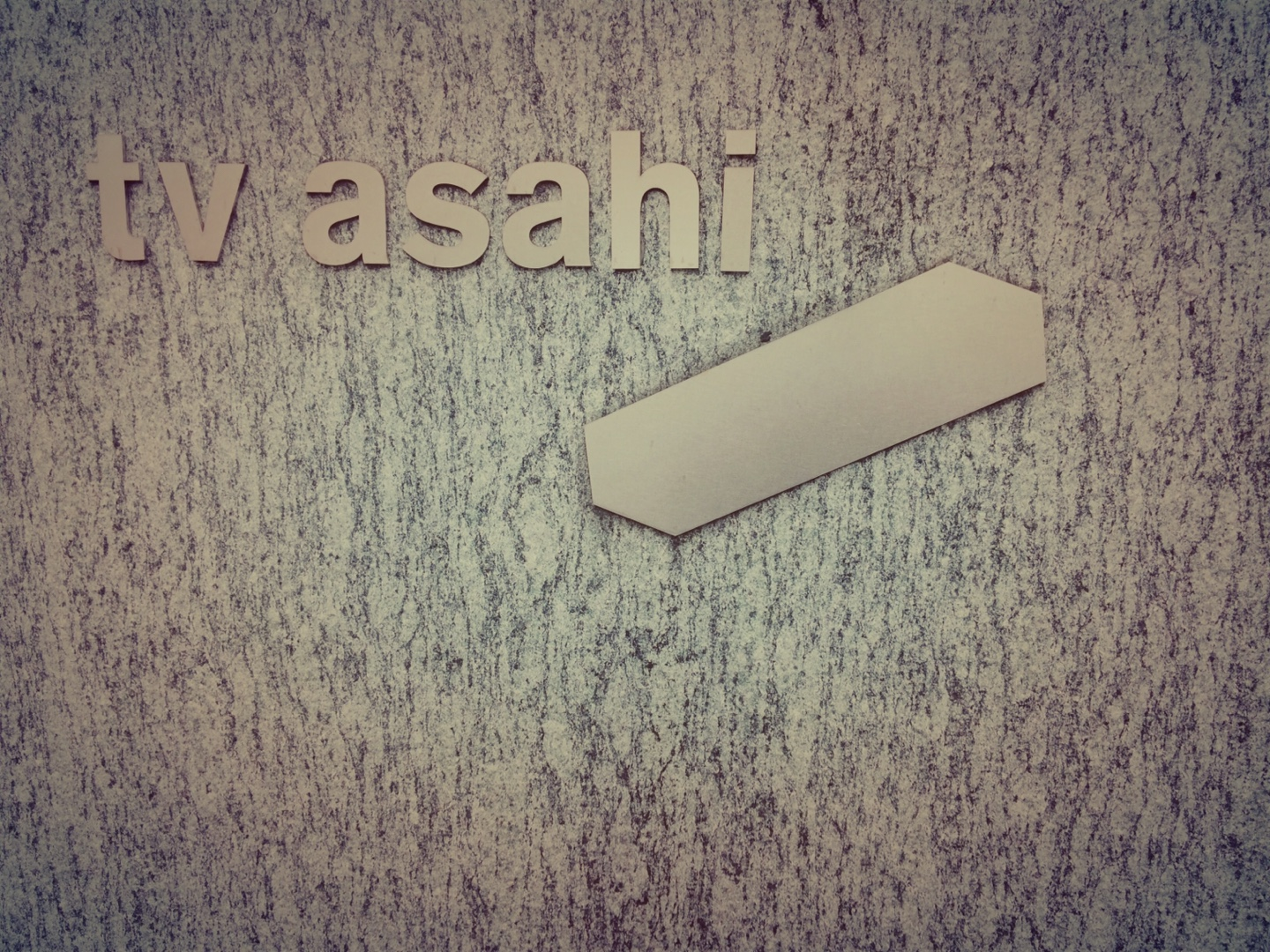
롯폰기 힐즈에 있는 TV 아사히 본부의 간판

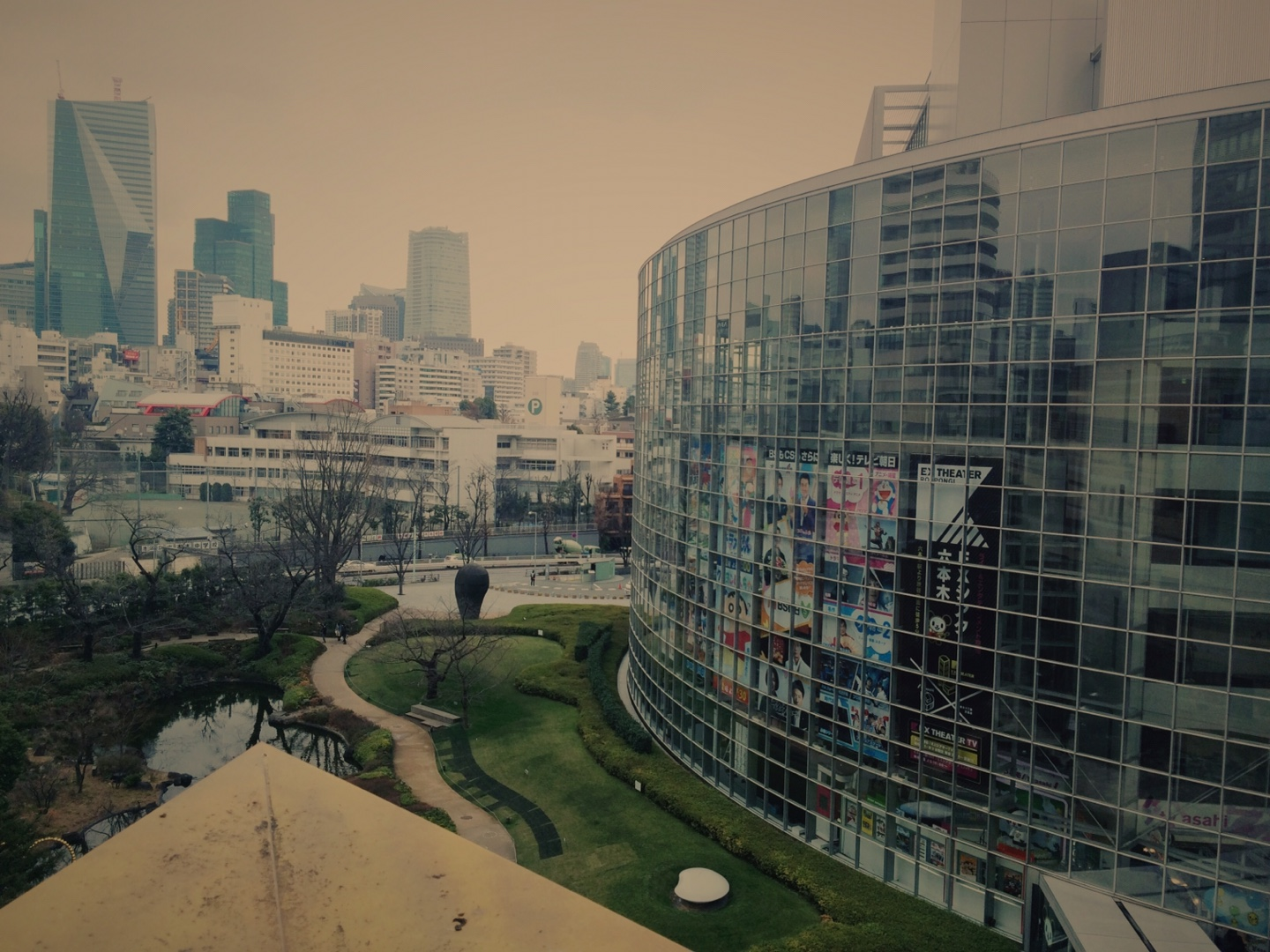
TV 아사히 본사 전경

- 1957년 일본경제신문사, 도에이 주식회사 등이 교육프로 50%, 교양프로 30% 이상으로 방송을 편성하고 영리를 목적으로 한다는 조건으로 교육전문방송국인 주식회사 일본교육TV(일본어: 株式会社 日本教育テレビ, Nippon Educational Television Co., Ltd.,영문약칭 NET)을 개국하였다.
그러나 얼마 못 가 방송은 원래의 목적에서 벗어난 종합방송국의 성격을 띠게 되었는데 예를 들어 애니메이션을 "아이들의 정서 함양"이라는 목적으로, 외화의 경우 "외국 문화의 소개"를 목적으로 정규 편성하게 되었다. 또한 이름도 원래의 일본교육TV에서 NET TV로 변경하여 사실상 종합방송국으로 바뀌게 되었다.
- 1973년 11월경에 도쿄12채널 (현재의 TV 도쿄)와 같은 교육전문방송국이 종합방송국의 방송면허를 취득할 수 있게 되면서 일본경제신문사는 도쿄12채널의 경영권을 가지게 되고 대신에 NET TV의 소유권을 아사히신문사로 넘기게 된다. 강력한 영향권을 가지게 된 아사히신문사는 1977년 상호를 전국아사히방송 주식회사(일본어: 全国朝日放送株式会社, Asahi National Broadcasting Co.,Ltd., 약칭 テレビ朝日,영문약칭 ANB)로 변경하면서 자사인 아사히신문과 보도협정을 제휴하게 된다.
- 1996년 총 24개의 ANN(All-Nippon News Network) 지역 민방 네트워크 체제를 완성시켰고 2003년 사옥을 현재의 위치로 이전하면서 주식회사 TV아사히(일본어: 株式会社テレビ朝日) 로 개칭하였고 이와 동시에 영문약칭도 콜사인 뒷자리에서 따온 EX로 바꾸었다.
  - 덧붙여 콜사인 뒷자리에서 따온 약칭인 EX는 예전부터 일본의 방송관련업자들 사이에서 자주 쓰이던 명칭이었으며 이전에 쓰이던 약칭 ANB는 지금도 일부 업체에서 TV아사히를 표기할 때 사용하고 있다.

## 연혁

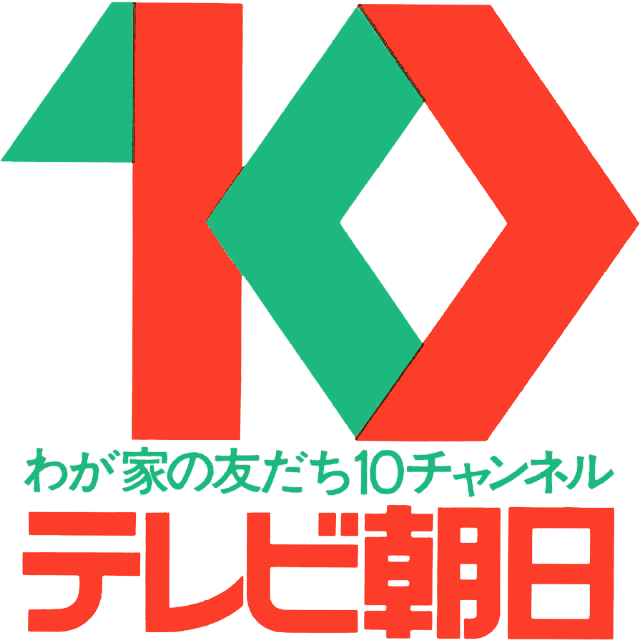
TV 아사히 옛 로고

- 1957년 11월 1일 주식회사 일본 교육 텔레비전 설립.
- 1958년 12월 24일 도쿄 타워에서 시험 전파 발사.
- 1959년 2월 1일 교육방송국으로서 정식방송 개시.
- 1959년 3월 1일 이 날 텔레비전 방송을 시작한 마이니치 방송(MBS), 규슈 아사히 방송(KBC)과 지역 민방 네트워크 관계를 맺는다.
- 1960년 1월 17일 출력을 영상 50 kW, 음성 12.5kW로 증력.
- 1960년 12월 10일 회사명과 호칭을 NET-TV로 통일
- 1964년 4월 1일 일본 최초의 아침 와이드 프로그램 모닝 쇼 방송 시작.
- 1964년 10월 1일 후쿠오카의 KBC-TV가 후지TV와의 크로스 네트워크 관계를 해소하고 100% 완전가맹국화를 단행한다.
- 1967년 4월 3일 컬러 텔레비전 방송 시작(도쿄 소재 방송국 중 4번째로). 일본에서 두 번째로 만들어진 컬러 프로그램은 애니메이션 '마법사 세리'였다.
- 1970년 1월 1일 뉴스 프로그램 제목을 「ANN 뉴스」로 변경.(ANN결성.)
- 1971년 11월 20일 보도취재를 아사히 텔레비전 뉴스(훗날의 TV 아사히 영상)에 위탁(1978년 11월 위탁해지).
- 1973년 4월 1일 나고야 지역 네트워크 방송국이 나고야 TV 방송으로 단일화
- 1973년 11월 1일 종합 방송국으로 면허전환.
- 1974년 1월 7일 오일쇼크로 인해 심야 방송 자숙(그 해 10월 전면 해제).
- 1974년 3월 23일 창립 이래 계속 방송해왔던 학교방송을 전면 종료.
- 1974년 4월 1일 각지의 네트워크 계열국과 뉴스 협정을 체결해 올 닛폰 뉴스 네트워크를 정식으로 출범.
- 1974년 11월 14일 네트워크 준중심방송국을 마이니치 방송(MBS)에서 아사히 방송(ABC)으로 변경하기로 결정.
- 1975년 3월 31일 간사이 지역 네트워크 준중심방송국이 아사히 방송으로 변경
- 1977년 4월 1일 상호를 아사히방송 주식회사로 변경. 애칭을 「TV아사히」로 정한다.
- 1978년 12월 17일 음성다중방송 개시.
- 1984년 3월 5일 미국의 뉴스방송사 CNN과 제휴 (CNN Daywatch, 오하요 CNN, CNN Headline 등 프로그램 제작이 되었다.)
- 1985년 10월 7일 구메 히로시를 메인 캐스터로 기용한 뉴스 프로그램 "뉴스 스테이션"이 시작되었다.
- 1986년 5월 아크 힐즈로 본사를 이전.구본사 사옥은 「롯폰기 센터」라는 이름으로 제작 부문을 담당하게 된다.
- 1993년 7월 선거 보도에 관한 회의 중 보도 국장에 의한 중립 위반 의혹이 발생.
- 1996년 6월 20일 세계적인 미디어 재벌인 루퍼드 머독이 인솔하는 뉴즈·코퍼레이션과 일본기업 소프트뱅크의 합작으로 설립한 회사가 당시 교육서적 출판업체 오분샤(주식보유율 21.4%)가 보유하고 있던 TV아사히의 주식을 모두 매입하면서 TV 아사히의 최대주주가 된다.[2]
- 1996년 10월 이와테 아사히 TV가 개국하면서 ANN 지역 민방 네트워크 완성.
- 2000년 12월 1일 오전 11시, BS디지털 방송 BS아사히 (디지털 BS5Ch) 개국.
- 2003년 10월 1일 상호를 주식회사 TV아사히, 약칭을 콜사인에서 따온 EX(단, EX라는 약칭은 이전부터 업계에서 사용되고 있었다)로 변경.동시에 롯폰기 힐즈안에 신사옥이 완성되면서 본사 기능을 아크 힐즈에서 롯폰기 힐즈 신사옥으로 이전.
- 2003년 12월 1일 오전 11시, 지상 디지털 텔레비전 개국.
- 2004년 4월 5일 18년반 동안 방송된 "뉴스 스테이션"이 종료하고, 새 앵커 후루타치 이치로 진행의 보도 프로그램 "보도 스테이션"이 방송시작.
- 2005년 5월 21일 요미우리 자이언츠 주최 프로야구 시합을 처음으로 중계.
- 2006년 4월 1일 원세그 본방송 개시.
- 2007년 11월 1일 창립 50주년 기념일. 같은 날, 디지털 채널 '5ch' 홍보를 위해 고객문의 전화번호 변경.
- 2011년 7월 24일 디지털 텔레비전 방송 전환. 지상파 아날로그 텔레비전 본방송 종료이다. (도쿄타워에 있는 디지털 송출 전환.)
- 2013년 5월 31일 오전 9시, 도쿄 스카이트리를 통한 디지털 전파송출 시작.
- 2013년 11월 30일 이 방송국이 운영하는 문화예술분야 전용극장(시설) 'EX-Theater Roppongi' 개관.
- 2015년 3월 31일 이날 정오를 기해 BS디지털 위성을 통해 송출하던 난시청지역용 지상파 동시방송을 종료.

## 주요 프로그램 목록

### 뉴스
- 보도 스테이션 (報道ステーション) - 종합 뉴스 프로그램 (평일 오후 10·11시대)
- ANN NEWS&SPORTS
- ANN NEWS - 단신

### 스포츠
- Get Sports

### 정보·와이드쇼
- 굿!모닝 (グッド!モーニング) - 아침 프로그램, '야지우마TV'의 후속 프로그램 (오전 5·6·7시대, 2013년 9월 30일 ~ 현재)
- 하토리 신이치 모닝 쇼 (羽鳥真一モーニングショー) - 아침 프로그램 (오전 8·9시대, 2015년 9월 28일 ~ 현재)
- 와이드! 스크램블 (ワイド!スクランブル) - 낮 프로그램 (오전 11시·오후 12시대)
- 슈퍼J채널 (スーパーJチャンネル) - 저녁 프로그램 (오후 4·5·6시대)

### 오락·버라이어티
- 런던 하츠 (ロンドンハーツ LONDON HEARTS) - 1999년 4월 18일 ~ 현재
- 스마스테이션!! (スマステーション!! SmaSTATION!!) - 2001년 10월 13일 ~ 현재
- 데쓰코의 방 (徹子の部屋) - 1976년 2월 2일 ~ 현재
- 황금전설 (黃金傳說, 정식명칭은 いきなり!黄金伝説) - 1998년 10월 5일 ~ 현재

### 음악
- 뮤직 스테이션 (ミュージックステーション) - 1986년 10월 24일 ~ 현재
- 브레이크 아웃 (Break Out, ブレイク・アウト) - 2012년 1월 5일 ~ 현재

### 드라마
TV아사히 방영 ABC제작 및 외주제작
- 가면라이더 시리즈 (仮面ライダーシリーズ) (단, 가면라이더 아마존까지 제작,방영)
- 가면라이더 시리즈 작품 목록

### TV아사히 제작 애니메이션

#### ABC, TV아사히 제작
- 고깔 모자의 메모루 (とんがり帽子のメモル)
- 괴도 세인트 테일 (천사소녀 네티, 怪盗セイント・テール)
- 내일의 나쟈 (明日のナージャ)
- 두 사람은 프리큐어 Max Heart (ふたりはプリキュア Max Heart)
- 두 사람은 프리큐어 Splash Star (ふたりはプリキュア Splash Star)
- Yes! 프리큐어5 (Yes! プリキュア5)
- Yes! 프리큐어5 Go!Go! (Yes! プリキュア5 Go!Go!)
- 프레시 프리큐어! (フレッシュプリキュア!)
- 하트캐치 프리큐어! (ハートキャッチプリキュア!)
- 마법사 프리큐어! (魔法つかいプリキュア!)
- 매지컬 타루루토군 (まじかる★タルるートくん)
- 메이플 타운 이야기 (メイプルタウン物語)
- 신 메이플 타운 이야기 (新メイプルタウン物語)
- 빅쿠리맨 (ビックリマン)
- 신 빅쿠리맨 (新ビックリマン)
- 수퍼 빅쿠리맨 (スーパービックリマン)
- 사랑은 정말 (ご近所物語)
- 오쟈마녀 도레미 (꼬마 마법사 레미, おジャ魔女どれみ)
- 오쟈마녀 도레미 # (꼬마 마법사 레미 #, おジャ魔女どれみ#)
- 더욱더 오쟈마녀 도레미 (꼬마 마법사 레미 포르테, も～っとおジャ魔女どれみ)
- 오쟈마녀 도레미 콰쾅 (꼬마 마법사 레미 비바체, おジャ魔女どれみドッカ～ン！)
- 도라에몽 (ドラえもん)
- 미소녀전사 세일러문 (달의 요정 세일러문, 美少女戦士セーラームーン)
- 아메쿠 타카오의 추리 카르테

#### 외주제작
- 배틀스피리츠 히어로즈
- 꿈의 크레용 왕국 (夢のクレヨン王国)
- 금붕어주의보 (きんぎょ注意報)
- 기동전사 건담 시리즈(선라이즈&반다이 제작)
- 기동무투전 G 건담 신기동전기 건담 W 기동신세기 건담 X
- 80일간 세계일주 (アニメ80日間世界一周)
- 딸기 100% (いちご100%)
- 슈퍼전대 시리즈 작품 목록 (スーパー戦隊シリーズ)
- 슬램 덩크 (スラムダンク)
- 쌍둥이 맑음
- 아타신치 (아따맘마, あたしンち)
- 하이 스텝 쥰 (はーいステップジュン)
- 흑신 (黑神)
- H2
- 부릉! 부릉! 브루미즈
- 크러시기어
- 하니와 숲속친구들

#### 나고야 TV제작 애니메이션
- 기동전사 건담
- 기동전사 V 건담
- 기동전사 Z 건담
- 기동전사 건담 ZZ
- 용자 시리즈(선라이즈&타카라토미
- 용자 엑스카이저
- 전설의 용자 다간 (비디오:하이퍼 다간,SBS:전설의 용사 다간)
- 용자경찰 제이데커(로봇수사대 K-캅스)
- 용자지령 다그온(로봇용사 다그온)

#### KBS 2TV 방영
- 태양의 용자 파이버드(지구용사 선가드)
- 그레이트 다간
- 황금용자 골드런(황금로봇 골드런)
- 용자왕 가오가이가(사자왕 가오가이거)
- 용자특급 마이트가인(용사특급 마이트가인)

## TV 아사히에서 일어난 각종 사건들
- 1985년 10월 8일, 오후 와이드쇼 프로그램인 '애프터눈 쇼'에서 PD가 알고 지내는 폭주족에게 여중생을 폭행하듯이 연기하라고 의뢰한 다음 폭행 영상을 촬영한 사실이 발각되어 애프터눈 쇼 프로그램은 폐지되었다.
- 1988년 10월 19일, 관서지역 아사히방송에서 방송되던 프로야구 경기(긴데쓰 vs 롯데)에 대한 방송요청이 쇄도하자 오후 9시에 정규편성되어있던 드라마를 결방하고 야구중계를 임시편성했다. 당일 오후 10시에 시작한 '뉴스 스테이션'에서도 중간 중간 상황이 발생하면 뉴스를 진행하다가 야구중계를 틀어주기도 했다. 참고로 이 날 야구중계 시청률은 30.1%(관동지역). 참고로 10월 19일에 펼쳐진 긴데쓰 vs 롯데 전은 1988년 퍼시픽리그 우승결정전이었다.
- 1993년 당시 TV 아사히의 보도국장이었던 츠바키 사다요시가 일본민간방송연맹의 회합에 참석하여 "지금은 자민당 정권의 존속을 저지하면서 반자민당 연립 정권을 성립시키는데 도움이 되는 보도를 해야하지 않겠는가"라는 발언을 하여 방송법 위반으로 소환되는 일로까지 확대되었다(츠바키 사건).
- 1995년 7월 8일, 그 해 6월 24일 한 프로그램에서 마쓰모토 사린가스 사건을 취재하면서 "나가노현 경찰에 질문서를 냈지만 답변이 없다"고 방송했으나, 나가노현 경찰측의 항의로 인해 실제로는 나가노현 경찰에 질문서를 보낸 사실 자체가 없었던 사실이 발각되었다. 그리하여 이 프로그램은 결국 날조된 것으로 드러났다.
- 1999년 2월에는 보도 프로그램인 뉴스 스테이션에서 사이타마현 도코로자와시에서 생산된 야채에서 고농도의 다이옥신이 검출되었다고 잘못 보도하여 그 지역에서 생산된 야채 가격이 하락해 해당 지역 농민들이 소송을 제기하였다(도코로자와 다이옥신 소송).
- 2001년 10월 26일, 아침 와이드쇼 '슈퍼모닝'에서 당시 카이로 지국장인 가와무라 코지는 "유태인은 미국의 미디어를 조종하기 때문에 (탄저균)사건의 표적이 되었다"라는 발언을 했으며 이 발언으로 인해 TV 아사히측은 미국 유태인 단체의 항의를 받았다.
- 2001년 12월 15일, 한 버라이어티 프로그램에서 지바현 조례에 의해 차량통행이 금지된 구쥬쿠리하마 해변에서 승용차를 달리게 하여 프로그램을 촬영했다. 결국 TV 아사히는 나중에 지바현에 사죄했다.
- 2002년 6월 29일, 당시 BS아사히에서 근무하고 있던 TV 아사히 사원이 주거 침입 혐의로 체포되었다. 이 사원은 조사 결과 그 전에 발생했던 절도사건과, 당시 시부야와 메구로에서 발생했던「연쇄강간사건」의 범인으로 밝혀졌다. 주거침입 사실이 밝혀진 후 TV 아사히는 이 사원을 해고했는데, 일부 사람들은 그 사원이 강간사건의 범인임을 알게 된 후 책임을 회피하기 위해 주거침입죄만 밝혀진 시점에 해고한 것으로 여긴다.
- 2002년 11월 4일, 아침 와이드쇼 '슈퍼모닝'에서 프로그램 리포터가 개조차 소유자에게 폭주행위를 하도록 강요했는데, 실제로 폭주행위를 시켰다는 이유로 일본 도로 교통법 위반(폭주행위방조)의 혐의로 입건되었다.
- 2003년 8월 12일, 형사드라마 '서부경찰 SPECIAL' 촬영 당시 배우 이케다 쓰토무가 운전했던 촬영용 자동차가 촬영현장을 구경하던 사람을 향해 돌진하는 바람에 5명이 중경상을 입는 사고가 발생해 프로그램의 제작이 중지되었다.
- 2004년 2월 21일, 심야 버라이어티 프로그램 '스마 스테이션3'에서 라면을 먹으면 뇌경색이 발생할 가능성이 높아진다는 근거없는 방송을 해 라면업계의 항의를 받고 사죄하였다.
- 2004년 2월 24일, TV 아사히가 일본과 외교 관계가 없는 조선민주주의인민공화국의 조선중앙방송의 영상 사용에 대해, 저작권료를 지불하고 있던 사실이 일간지에 보도된다. 참고로 일본정부는 일본과 외교 관계가 없는 나라의 영상은 저작권법 보호의 대상이 아니라고 보고 있다.
- 2004년 2월 25일, 만화영화 '에리어 88'에서 나체의 여성이 넘어져 있는 장면을 순간적으로 삽입하는 잠재의식 표현이 지적되어 해당 부분을 삭제한다. 참고로 일본 민간방송 연맹은 육안으로 지각할 수 없는 영상을 삽입하는 잠재의식 표현을 금지하고 있다.
- 2005년 12월 7일, 이틀 전에 방송된 정보 프로그램 '텔레비전의 힘'에 출연한 영시 능력자가 "1990년 삿포로 시내에서 발생한 살인사건 용의자가 근처에 있다"면서 고베시에 있는 한 초등학교의 영상을 학교의 허가없이 무단으로 방송하면서 이 학교에 다니는 학생과 학부모들이 불안을 호소하게 되었고 이에 대해 학교 측은 TV 아사히에 항의했다.
- 2007년 4월 13일, 정보 프로그램인 '와이드！스크램블'에서 방송한 내용이 마이니치 방송의 저녁 보도 프로그램 'VOICE'에서 보도한 내용과 흡사하다면서 마이니치 방송 측이 항의했다. 이에 대해 TV 아사히가 조사한 결과 프로그램 스탭이 "마이니치 방송 보도자료를 사용하고 있었다"고 해명하면서 그 행위가 의도적이었음을 인정했다.
- 2009년 6월 10일, 정오 '스크램블'이란 교양 프로그램과 오후 4시 53분 시작된 뉴스 프로 슈퍼J채널을 통해 자신들이 단독으로 입수했다는 김정은의 사진을 공개했으나, 김정일을 닮은 한국의 일반인으로 밝혀졌다[3]. 이날 저녁 메인뉴스 프로그램 <보도 스테이션>을 통해 유감을 표명[4] 하였다.[5]
- 2011년 7월 11일, 메인뉴스 프로그램인 <보도 스테이션>에서, 지난 6일 2018년 동계 올림픽 개최지 결정 관련 보도에서 김연아 선수의 프레젠테이션 가운데 번역에 오류가 있었다고 인정, 공식 사과했다.[6]

## 보충서술
- 아사히 신문이 대주주로 있어서인지 아사히 신문 출신 인사가 간부로 취임하는 일이 많다. 또한, 이 신문의 논설위원/기자 등은 보도 스테이션에 출연하는 패널로도 등장.
- 교육방송국이었던 시절도 있어서인지 민간방송 교육협회라는 협회를 주최하고 있다.
- 2000년대 초까지만 해도 버라이어티 프로그램이 많지 않았으나 그 이후 버라이어티 프로그램이 늘어나게 되었고 심야에 방송되는 버라이어티 프로그램 중에서 황금시간대로 시간대를 옮겨 방송하는 경우도 늘어났다.
- 일본의 영화제작사인 도에이가 주주로 있어서 현재 일본의 텔레비전 방송국 중에서 유일하게 도에이의 드라마를 방송하는 시간대가 있다.[7]

## 도쿄도에 있는 다른 방송국

### 텔레비전 방송국
- NHK 방송 센터(라디오 겸영)
- 도쿄 방송(TBS)(JNN 중심방송국, 라디오는 현재 TBS 라디오 & 커뮤니케이션즈로 분사화)
- 후지 TV(CX)(FNN·FNS 중심방송국)
- 닛폰 TV 방송망(NTV)(NNN·NNS 중심방송국)
- TV 도쿄(TX)(TXN 중심방송국)
- 방송대학학원(독립 텔레비전 방송국,민간 비영리 방송국)
- TOKYO MX(독립 텔레비전 방송국)

### 라디오 방송국
- 분카 방송(QR, NRN 계열)
- 닛폰 방송(LF, NRN 계열)
- TBS 라디오 & 커뮤니케이션즈(TBS, JRN 계열)
- FM도쿄(JFN 계열, 도쿄도만 방송구역)
- J-WAVE(JAPAN FM LEAGUE 계열, 도쿄도만 방송구역)
- FM인터웨이브(MegaNet 계열, 도쿄도 주변 일부지역이 방송구역에 포함)